# مقاطعة فولتون (إلينوي)
مقاطعة فولتون (بالإنجليزية: Fulton County)‏ هي إحدى المقاطعات في ولاية إلينوي في الولايات المتحدة الأمريكية.

## أعلام
- إيان وولف
- إلمر أندروود